# Німці у Великій Британії
Німецька міграція у Велику Британію мала місце протягом сотень років. Сьогодні, є багато німців, що живуть в Великій Британії, і багато британців німецького походження, у тому числі члени британської королівської родини. У той час як народженні в Німеччині є однією з найбільших груп іноземного походження, багато з них є британськими громадянами, а не громадянами Німеччини, які народилися в Німеччині серед персоналу на британській військовій базі, що базується там.

## Кількість і розселення
За даними перепису населення Великої Британії 2001 року, налічувалося 266 136 осіб німецького походження, що робить їх четвертою за величиною групою осіб іноземного походження після ірландців, індійців та пакистанців. Велика частина цих людей, як вважається, діти британських військових, які базувалися в Німеччині під час їх народження, які з того часу повернулися до Великої Британії зі своїми сім'ями.   Міста Вілтшир, Колчестер, Північний Йоркшир та Альдершот, в яких проживає значна кількість армійського населення, мали 12 000 осіб німецького походження. За оцінкою 2009 року, у Великій Британії налічувалося 295 000 осіб німецького походження, але з них лише 112 000 німецьких громадян. Інші кластери осіб німецького походження, окрім районів з армійським населенням, знаходяться на заході Лондону, особливо в районі Ричмонд, де є німецька школа.